# Gerichtshandelsbuch

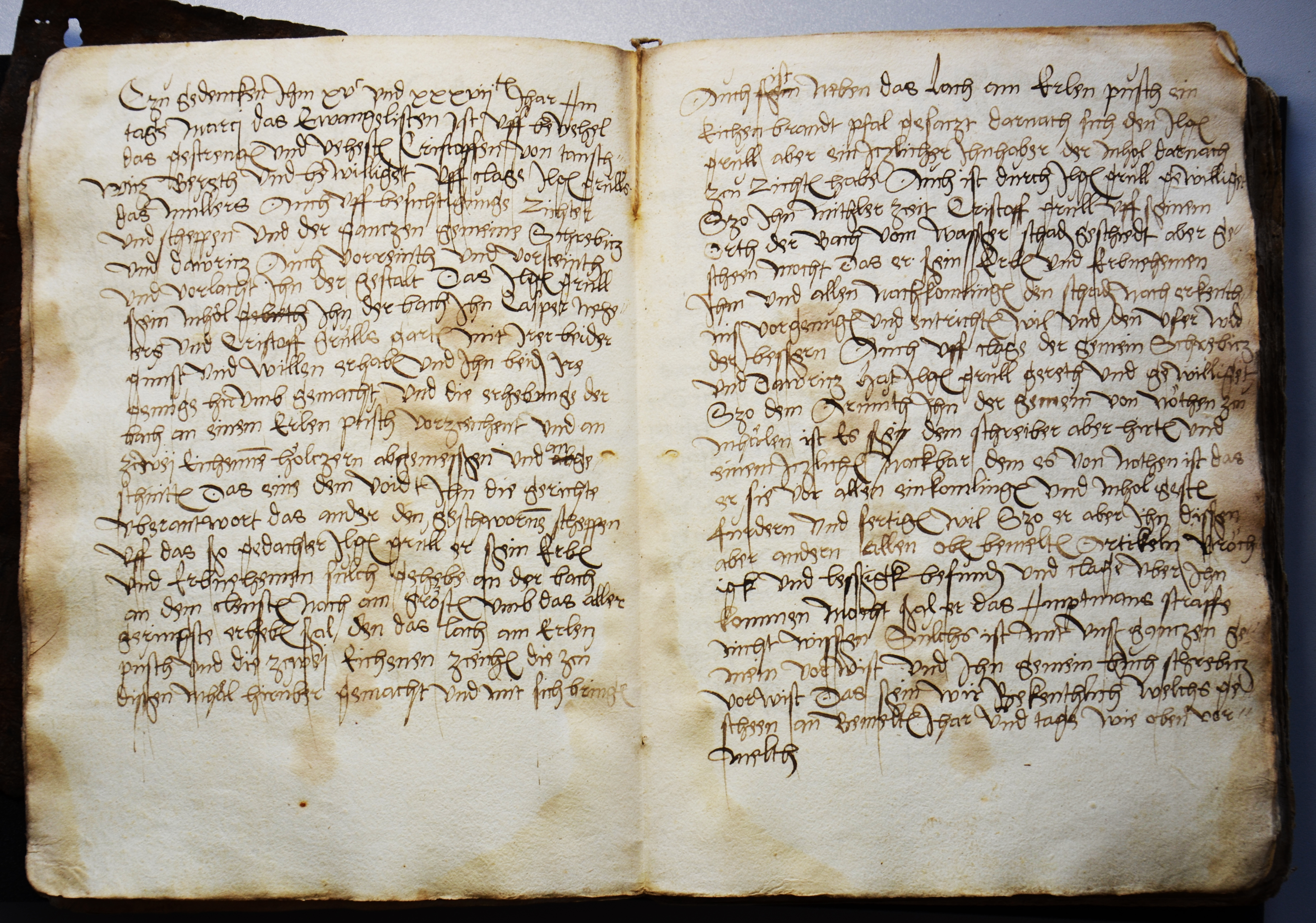
Doppelseite (Folio 8v/9r) aus einem frühneuzeitlichen Gerichtshandelsbuch (Gemeindebuch Schrebitz).

Ein Gerichtshandelsbuch (örtlich oder regional auch Amtsbuch, Erbbuch, Handelsbuch, Kaufbuch, Landbuch, in Tirol Verfachbuch oder Vererbungsbuch genannt) war ein Buch, welches im Mittelalter und der Frühen Neuzeit von Gerichten verwendet wurde, um Handelsvorgänge und Geschäfte aufzuzeichnen und enthielt etwa handschriftliche eingetragene Protokolle über Kaufverträge für Häuser, Bauerngüter und Grundstücke in einer Gemeinde oder in mehreren benachbarten Gemeinden. Ihre Verwendung nahm im Laufe der Zeit ab und wurden durch moderne Formen der Handelsregistrierung und Rechtsdokumentation ersetzt. 
Neben den Kirchenbüchern sind Gerichtshandelsbücher nicht nur eine weitere wichtige Quelle der Genealogie, sondern auch von außerordentlicher Bedeutung für Ortschronik, Heimatgeschichte und Regionalgeschichte. Die systematische Erschließung der Gerichtshandelsbücher durch Regesten und die Verkartung der Kaufverträge mit dem Ziel der Aufstellung der Häuserchronik, der Güterchronik, des Häuserbuches oder – wenn man die darin lebenden Personen in die Bearbeitung mit einbezieht – die Erarbeitung eines Ortsfamilienbuches ist eine Herausforderung für jeden Genealogen und Heimatforscher.
In manchen Gemeinden beginnen die Gerichtshandelsbücher bereits in der ersten Hälfte des 16. Jahrhunderts, manchmal noch vor den Kirchenbüchern. Früher befanden sich die Gerichtshandelsbücher in den jeweiligen Orten oder zuständigen Ämtern, heute sind sie in den territorial zuständigen Staatsarchiven zentralisiert. Sie liegen auch als Filme vor, von denen Kopien gekauft werden können.
In den Gerichtshandelsbüchern sind überwiegend Kaufverträge enthalten, vereinzelt findet man darin auch Geburtsbriefe, Testamente, Erbschaftsregelungen, Verkäufe von Gerade und Heergeräte, Vormundschaftsregelungen, aber nur in seltenen Fällen Pachtverträge.
Wichtigste personengeschichtliche Quellen sind die Kaufverträge. Am Anfang und Ende des Vertrages werden Käufer und Verkäufer genannt und – sofern gegeben – ihre verwandtschaftliche Stellung zueinander, bei ortsfremden Käufern oft auch deren Herkunftsort; ferner erfolgt eine Lageangabe des Hauses bzw. der Hufe. Ist der Vorbesitzer verstorben, dann treten als Verkäufer seine Erben auf. Meist sind das die Kinder; unmündige Kinder mit Vormündern (das sind oft Nachbarn), verheiratete Töchter mit ihren Ehemännern, wenn diese ortsfremd sind, dann unter Nennung von deren Wohnorten, dazu die Witwe mit „kriegischem Vormund“. Oft wird aber anfangs nur von der „Witwe“ und den „unerzogenen Kindern“ gesprochen, ihr Vorname dann aber manchmal irgendwo inmitten des oft seitenlanges Textes des Kaufvertrages genannt (etwa bei den Auszugsregelungen). Diesen Text muss man deshalb gründlich durchlesen. Die Details sind – abgesehen vom Kaufpreis selbst, der die wirtschaftliche Situation des Hauses oder Gutes charakterisiert, und dem Angeld – vor allem für Volkskunde und Wirtschaftsgeschichte von Interesse (z. B. das Inventarverzeichnis). Meist am Schluss des Kaufvertrages werden die anwesenden Richter und Gerichtsschöffen genannt, oft noch gefolgt durch die amtliche Bestätigung durch den Schösser.
Wichtigste genealogische Quelle sind dann die anschließenden Tagzeiten, d. h. die aufgeschlüsselte Festlegung, wann bestimmte Teile der Kaufsumme fällig werden und an wen zu zahlen ist. Dabei werden die Erben oft namentlich genannt, häufig wird aber auch pauschal etwa von den „7 Wagnerschen Erben“ gesprochen oder der „Witwe“ und den „Töchtern“. Die Zahlungen mussten bestätigt werden. Dadurch ist erkennbar, wen und in welchem Jahr z. B. eine Tochter heiratete und wo sie dann wohnte. Daraus und auch aus den Zahlungen von „Zuchtgeld“ für unmündige Kinder und von Ausstattungsgeld im Falle der Heirat oder des Mündigwerdens lässt sich für einzelne Personen ihr Geburtsjahr ziemlich gut schätzen. Starb ein Erbe, dann quittieren seine Kinder (bzw. Erben) für sein Erbteil.
Scheinbar bieten derartige Angaben eine geeignete personengeschichtliche Quelle, so dass auf einige Schwierigkeiten hingewiesen werden muss: Eine Person kann im selben Ort gleichzeitig mehrere Häuser und Güter besitzen, und derselbe Name (in verschiedenen Schreibweisen) kann im Ort mehrfach vorkommen. Die Besitzer eines Hauses oder Gutes starben oft, bevor die sich über Jahrzehnte hinziehenden Tagzeiten ihres Kaufes vollständig bezahlt waren. Bei dem nun notwendigen Wiederverkauf, manchmal an eine völlig fremde Person, müssen die Tagzeiten für die Gläubiger aus dem ersten Kauf übernommen werden und sie werden am Schluss des zweiten Kaufvertrages (namentlich oder pauschal) erneut bei den Tagzeiten genannt. Das kann nun mehrfach hintereinander eintreten, so dass es falsch wäre, aus der Nennung unter den Tagzeiten auf ein verwandtschaftliches Verhältnis zwischen Verkäufer und den in den Tagzeiten genannten Personen zu schließen, wenn dieses nicht eindeutig belegt ist.
Güteraustausch (oft mit Ausgleichszahlungen verbunden) und kurzfristige Käufe und Wiederverkäufe erfolgten, um finanziellen Belastungen aus Tagzeitverpflichtungen und anderen Schulden besser gerecht werden zu können. Brauchte jemand rasch Bargeld, so konnte er in einem Geldkauf seinen Erbteil verkaufen und dafür zwar eine geringere Summe erhalten, dies aber sofort. Hatte jemand Schulden gemacht, dann mussten diese ebenfalls von seinem Erben beglichen werden und die nichtverwandten Gläubiger erscheinen bei den Tagzeiten, auch bei Wiederverkäufen, ebenso schließlich sogar – bei Tod des Gläubigers – dessen Erben.
Die angeführte Struktur in der Form eines Gerichtshandelsbuches bezieht sich auf Mitteldeutschland in der Zeit um 1700. Vor 1600 sind die Tagzeiten kaum detailliert aufgeführt, und die Gerichtshandelsbücher enthalten oft nur Verzichterklärungen (das sind Quittungen) für erfolgte Zahlungen, aus denen verwandtschaftliche Zusammenhänge noch schwerer zu belegen sind.
Ohne gründliche Schriftkenntnisse (siehe Paläografie) und Übung im Lesen der alten Schrift und ohne parallele Beschäftigung mit Recht, Brauchtum und Mundart der jeweiligen Gegend lässt sich nicht mit Gerichtshandelsbüchern arbeiten.